# Qnext
Qnext — програма, написана на Java. Працює на різноманітних платформах (Mac, Microsoft Windows, Linux).Дозволяє передавати будь-які файли, як напряму, так і в режимі FTP, організовувати музичні зони та фото-зони.
Має функції чату та електронної пошти.
Містить найбільш популярні в Північній Америці ігри: шахи, Чекерс (checkers — американські шашки), нарди (4 версії), покер (2 версії — до 8 осіб). Є можливість грати з комп'ютером.

## Можливості додатку
- Передача аудіо.
- Передача фотографій.
- Передача файлів.
- Встановлений IM-клієнт ICQ, AIM, Jabber (включаючи Google Talk, MSN Messenger та Yahoo! Messenger).
- Відео (4 канали) і голосовий чат (8 каналів).
- IRC.
- Ігри між користувачами або з комп'ютером: шахи, шашки, нарди (4 версії), покер (2 версії).

Доступні версії для Microsoft Windows Vista, Microsoft Windows NT (5.0+), Linux (не вказано), Apple Mac OS X (10.4+)